# Senat von Oklahoma

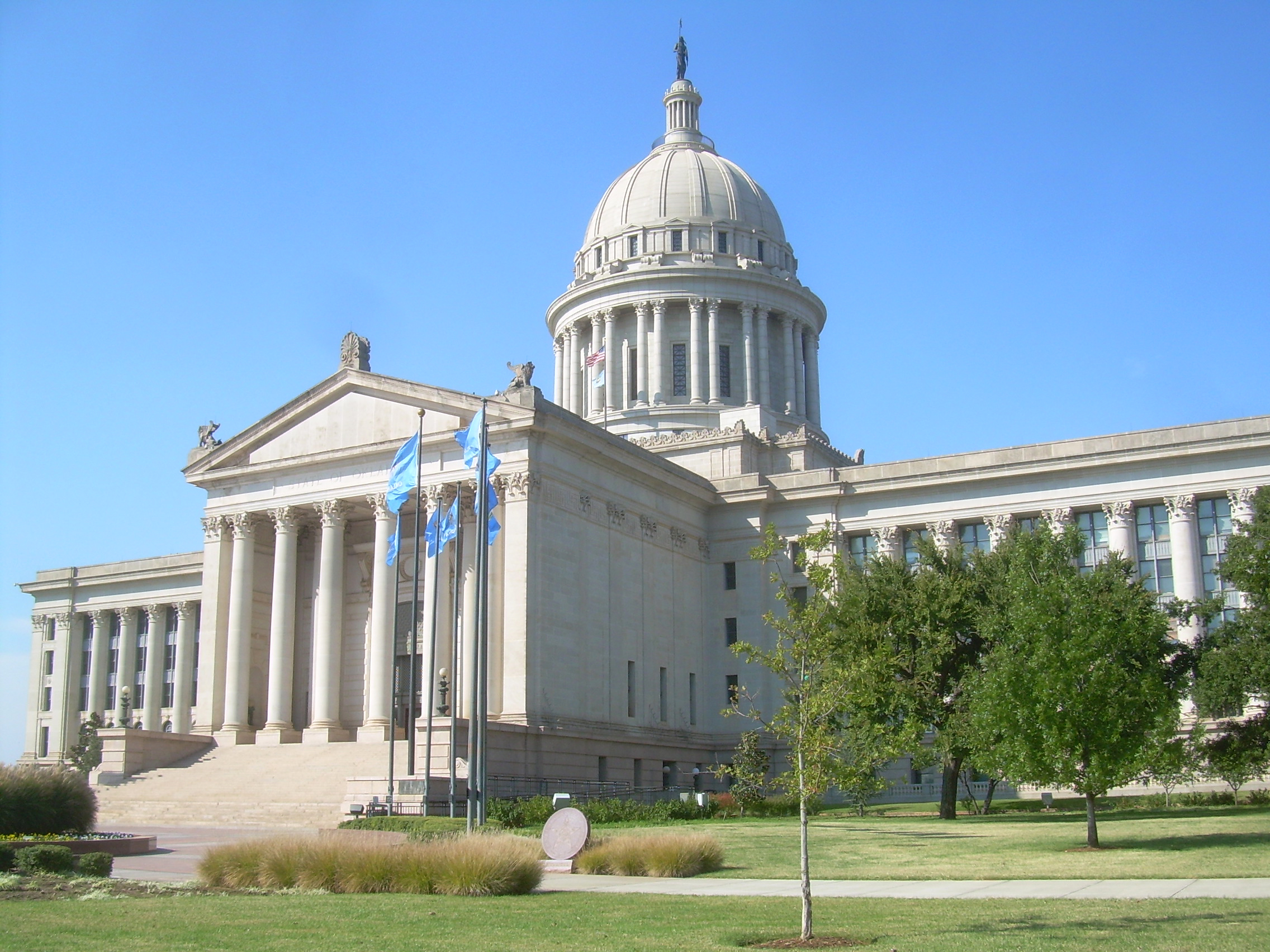
Oklahoma State Capitol

Der Senat von Oklahoma (Oklahoma State Senate) ist das Oberhaus der Oklahoma Legislature, der Legislative (State Legislature) des US-Bundesstaates Oklahoma.
Die Parlamentskammer setzt sich aus 48 Senatoren zusammen, die jeweils einen Wahldistrikt repräsentieren. Die Senatoren werden jeweils für vierjährige Amtszeiten gewählt. Die Amtszeiten sind so gestaffelt, dass immer die Hälfte der Abgeordneten jede zwei Jahre neu gewählt wird. In den ungeraden Senatsdistrikten wird in den Jahren, in denen Präsidentschaftswahlen stattfinden, gewählt. In jedem geraden Senatsdistrikt finden die Wahlen während der Gouverneurswahlen statt, die sich jeweils zwei Jahre nach den Präsidentschaftswahlen befinden.
Präsident des Senats ist der jeweils amtierende Vizegouverneur von Oklahoma. Seit den 1960er Jahren kümmert sich der Präsident Pro Tempore um das Tagesgeschäft. Davor nahm der Senatspräsident die Führungsrolle im Senat ein, einschließlich der appointing committees und der Mitglieder dieses Ausschüsse. An Abstimmungen nimmt er heute nur noch teil, um bei Pattsituationen eine Entscheidung herbeizuführen.
Der Sitzungssaal des Senats befindet sich im Ostflügel des Oklahoma State Capitol in der Hauptstadt Oklahoma City. Die Senatoren versammeln sich dort zu regulären Tagungen von Anfang Februar bis zum letzten Freitag im Mai. Sondersitzungen können nur durch den Gouverneur von Oklahoma oder einen Großteil der Legislature einberufen werden.

## Aufgaben des Senats
Wie in den Oberhäusern anderer Bundesstaaten und Territorien sowie im US-Senat fallen dem Senat von Oklahoma im Vergleich zum Repräsentantenhaus spezielle Aufgaben zu, die über die Gesetzgebung hinausgehen. So obliegt es dem Senat, Nominierungen des Gouverneurs in dessen Kabinett, weitere Ämter der Exekutive sowie Kommissionen und Behörden zu bestätigen oder zurückzuweisen.

## Voraussetzungen für das Senatorenamt
Jeder Kandidat, der in den Senat von Oklahoma gewählt werden will, muss vor der Wahl mindestens das 25. Lebensjahr vollendet haben. Derjenige muss ein ausgewiesener Wähler in dem jeweiligen County oder Distrikt sein, sowie während seiner oder ihrer Amtszeit dort wohnhaft sein. Personen, die schon Beamte in der Regierung der Vereinigten Staaten oder von Oklahoma sind, ist die Mitgliedschaft in der Legislative verwehrt. Ferner ist jedem, der eines Kapitalverbrechens für schuldig befunden wurde, die Teilnahme an der Wahl in die Legislative untersagt. Wenn ein Mitglied der Legislative aufgrund von Korruption ausgeschlossen wird, ist demjenigen auch die Rückkehr in die Legislative untersagt.
Kein Mitglied der Legislative darf mehr als zwölf Jahre in der Oklahoma Legislature tätig sein. Die Jahre müssen nicht unbedingt aufeinander folgend sein. Ferner werden die Dienstjahre in beiden Parlamentskammern, des Senats und des Repräsentantenhauses, zusammengezählt, so dass die Gesamtzeit ermittelt wird, die man in der Legislative tätig war. Eine Ausnahme wird bei der Wahl oder Ernennung in eine der beiden Kammern gemacht, wenn man dort weniger als eine volle Amtszeit ableistet und dies geschieht, um eine freie Stelle zu füllen. Diese Zeit wird bei der oben aufgeführten Regelung nicht berücksichtigt. Jedoch darf kein Mitglied, das seine zwölf Jahre schon voll abgeleistet hat, von dieser Ausnahme Gebrauch machen.
Als die Beschränkung bezüglich der Amtszeit 1992 umgesetzt wurde, wurde diese Regelung nicht rückwirkend angewendet, was bedeutete, dass die Senatoren, die vor ihrer Implementierung gewählt wurden, bis zu drei volle Amtszeiten danach dienen konnten. Zum Beispiel war der am längsten dienende Abgeordnete, Gene Stipe, 1956 in den Senat von Oklahoma gewählt worden und gäbe es keine Beschränkung, so wäre er niemals schon 2004 ausgeschieden.

## Vertretung

### Alte Methode
Vor der Entscheidung („ein Mann, eine Stimme“) des United States Supreme Court in den 1960er, wo das Gerichtsurteil Oklahoma dazu zwang seine Vertretung anzugleichen, war Oklahoma auf folgende Weise in 48 Senatordistrikte aufgeteilt: die neunzehn bevölkerungsreichsten Counties, die durch den neuesten Federal Decennial Census ermittelt wurden, bildeten neunzehn Senatordistrikte, die je einem Senator aufstellten und in die Parlamentskammer wählten. Die achtundfünfzig bevölkerungsärmsten Counties wurden in neunundzwanzig „Two-County“ Distrikte zusammengefügt, die dann je einem Senator aufstellten und ebenfalls in die Parlamentskammer wählten. Bei der Zuteilung in den Senat schrieb die Verfassung von Oklahoma vor, dass die Bevölkerung, die Kompaktheit, das Gebiet, die politischen Einheiten, historische Präzedenzfälle, die wirtschaftlichen und politischen Interessen, die benachbarten Territorien, sowie andere wesentliche Faktoren im zulässigen Maße berücksichtigt würden sollten.

### Neue Methode
Nach der Entscheidung Reynolds v. Sims, 377 U.S. 533 (1964), müssen alle Distrikte innerhalb einer fünf Prozentmarge dem durchschnittlich anvisierten größten Distrikt zugeteilt sein, der abhängig von den Bevölkerungszahlen des U.S. Census ist und durch die Anzahl der Senatsdistrikte, was in diesem Fall 48 sind, geteilt wird. Dies erlaubt einigen Distrikte kleiner oder größer als andere zu sein. Die Parlamentskammer zeichnet ihre eigne Karte ihrer Distriktgrenzen, die abhängig von der Zustimmung des Repräsentantenhauses und des Gouverneurs ist. Sollte die Redistricting (Neueinteilung der Wahlkreise) nicht in den durch das Gesetz vorgegebenen Fristen eintreten, werden die Grenzen durch ein Gremium von fünf im ganzen Staat gewählten Beamten bestimmt.

### Historisches Unentschieden
In den Wahlen zum Senat von Oklahoma am 7. November 2006 errang die Republikanische Partei zwei Sitze, was zu einem noch nie dagewesenen und historischen Unentschieden in der Parlamentskammer (24:24) führte. Keine der Parteien hatte daraufhin eine Mehrheit in der Parlamentskammer, so dass sich die Führer der Demokraten und Republikaner in Verhandlungen über eine Machtteilung in der 2007 Legislativsession begaben. Anstatt einen einzigen Führer zu wählen, wählte der Senat einstimmig zwei Co-Präsidenten Pro Tempore, die als gleichberechtigte Senatsführer dienten. Keiner konnte eine Entscheidung oder Ernennung ohne die Zustimmung des anderen fällen. Folglich durfte es gleichzeitig keine zwei Senatspräsidenten geben, so dass sie sich damit einverstanden erklärten, die Amtszeit unter ihnen beiden aufzuteilen. Da die Demokraten als zusätzliche Stimme noch die der Vizegouverneurin Jari Askins hatten, welcher bei Pattsituationen zu tragen kam, wurde entschieden, dass sie das Amt des Präsidenten Pro Tempore elf Monate im Jahr (August bis Juni) halten sollten und die Republikaner nur im Juli.

## Zusammensetzung
| Partei   | Partei                 | Abgeordnete |
| -------- | ---------------------- | ----------- |
|          | Republikanische Partei | 32          |
|          | Demokratische Partei   | 16          |
| Summe    | Summe                  | 48          |
| Mehrheit | Mehrheit               | 16          |

### Wichtige Senatsmitglieder
| Position                            | Name               | Partei       |
| ----------------------------------- | ------------------ | ------------ |
| Vizegouverneur/Senatspräsident      | Todd Lamb          | Republikaner |
| Präsident Pro Tempore               | Brian Bingman      | Republikaner |
| Mehrheitsführer (Majority Leader)   | Mike Shultz        | Republikaner |
| Oppositionsführer (Minority Leader) | Andrew Monroe Rice | Demokrat     |